# 2008年夏季奥林匹克运动会莱索托代表团
2008年夏季奥林匹克运动会萊索托代表团会参加2008年8月8日至24日在中国北京舉办的第29届夏季奥运。他們共派出1位運動員參與拳擊項目。

## 拳擊
- Thabiso Nketu